# Ubiquitous computing
Ubiquitous computing (ubicomp) is een concept in de software engineering en informatica waarbij het gebruik van computers overal en eender wanneer beschikbaar wordt gemaakt. De Engelse term ubiquitous betekent 'alomtegenwoordig' of 'overal merkbaar'.
In tegenstelling met het gebruik van een desktopcomputer, kan ubiquitous computing op elk toestel, op elke locatie en in elk formaat voorkomen. Een gebruiker interageert met de computer, die in vele vormen kan bestaan, namelijk in de vorm van laptops, tablets en terminals in alledaagse objecten, zoals een koelkast of een slimme bril. De onderliggende technologieën om ubiquitous computing mogelijk te maken, bestaan uit het internet, middleware, een besturingssysteem, mobiele code, sensoren, microprocessoren, nieuwe I/O en gebruikersomgevingen, netwerken, mobiele protocollen, plaats en positionering en nieuwe materialen.